# عزة سليمان
عزة سليمان (من مواليد 1968) هي محامية مصرية ومدافعة عن حقوق الإنسان. أسست مركز المساعدة القانونية للمرأة المصرية، وقد تم القبض عليها وملاحقتها في العديد من المرات، كما شهدت مؤخرًا مقتل المتظاهرة شيماء الصباغ على يد قوات الشرطة المصرية واتخذت حيال ذلك العديد من التدابير الانتقامية بما فيها المطالبة بتعويضات مالية.

## السيرة الذاتية
ولدت عزة سليمان عام 1968 لأسرة من خمس شقيقات وقد دفعها والدها للدراسة ولم يجبرها أبداً على ارتداء الحجاب. بالإضافة إلى كونها محامية، هي من الشخصيات التي تقاتل من أجل حقوق الإنسان في مصر. في 1995، أسست عزة سليمان مركز المساعدة القانونية للمرأة المصرية -(Centre for Egyptian Women’s Legal Assistance (CEWLA والذي يقدم منذ 1997 برامج للتدريب والتوعية قانونية حول قضية المساواة بين الجنسين. كما تقوم هذه المنظمة غير الحكومية بدراسات واتصالات حول العنف ضد المرأة، وجرائم الشرف، والختان، والخلع، والتفسيرات الجديدة للشريعة، وأوضاع المسيحيين.
خلال السنوات التي تلت عام 2010، تطور الوضع الاجتماعي والسياسي في مصر عقب ثورة 25 يناير 2011 وتوالت التغييرات على رأس الدولة. وقد ظلت عزة سليمان متيقظة خلال تلك الفترة وكان لها العديد من ردود الفعل حيال صعوبة اشتراك النساء في الاحتجاجات كما شهدت تعرض العديد منهن للتحرش الجنسي.
في يناير 2015، خلال جلوسها بأحد المقاهي، شهدت اعتداء رجال شرطة يرتدون أقنعة على مسيرة سلمية بمناسبة الذكرى الرابعة لجمعة الغضب التي كانت الشرارة الأولي لثورة 25 يناير 2011، ومقتل المتظاهرة شيماء الصباغ (31 عامًا) برصاص الشرطة.
عقب تلك الواقعة، اتجهت عزة سليمان بمحض إرادتها إلى مكتب النائب العام للإدلاء بشهادتها حول مقتل شيماء الصباغ خلال تفريق قوات الأمن للمظاهرة. وقد أكدت مسؤولية الشرطة وتقدمت ببلاغ ضد وزير الداخلية وقوات الأمن.
وفي نهاية شهادتها، استجوبها النائب العام بدورها وابلغها أنه قد قدمها بلاغًا ضدها هي وأربعة شهود آخرين يتهمهم فيه ب«التجمع غير القانوني» و«الاشتراك في مظاهرة تخل بالأمن العام» وذلك رغم عدم مشاركتها في المظاهرة.
وفي 23 يناير 2015، تم اتهامها رسميًا والقي القبض عليها بجانب ستة عشر آخرين بتهمتي «التظاهر دون تصريح» و«الإضرار بالأمن والنظام العام».
وفي 23 مايو 2015، قامت المحكمة بتبرأتها وقد أيدت محكمة الاستئناف الحكم في أكتوبر من العام نفسه حيث كان النائب العام قد طعن على القرار الأول.
وفي 19 نوفمبر 2016، اتخذت تدابير انتقامية جديدة ضدها. بينما كانت ترغب في السفر إلى الأردن لحضور تدريب حول حقوق المرأة في الإسلام، وجهت إليها سلطات المطار قرارًا بمنعها من مغادرة البلاد. وقد علمت بعد فترة قصيرة أنه قد تم تجميد حسابهاتها البنكية وتلك الخاصة بمكتب المحاماة الذي تملكه. وقد اتجهت إلى البنك لرفع الحظر على حساباتها حيث تم إبلاغها أن قرار التجميد قد تم بأمر شفهي دون مستند رسمي صادر عن جهة قضائية. وبعد مرور أسبوعين، أي في بداية شهر ديسمبر، تم إيقافها من قبل الشرطة واقتيادها إلى قسم الشرطة ثم إلى قاضي التحقيق. وقد اتهمت هذه المرة بالوقوع تحت طائلة القانون الذي يمنع المنظمات غير الحكومية من تلقي تمويلات من الخارج. وقد تم تأييد هذه الاتهامات في 14 ديسمبر 2016، بالإضافة إلى قرار منعها من مغادرة البلاد ومصادرة أملاكها المنقولة والعقارية وتجميد أموالها في البنوك. وقد تم إنشاء حركة تضامنية بغرض مساعدتها.